# Леттермакауорд
Леттермакауорд (англ. Lettermacaward; ирл. Leitir Mhic an Bhaird) — деревня в Ирландии, находится в графстве Донегол (провинция Ольстер). В селе есть 2 магазина и 4 паба.